# Bjergsydtaks
Bjerg-Sydtaks (Podocarpus nivalis) er et lille, stedsegrønt nåletræ med en opstigende, forvreden og busket vækst. Træet plantes herhjemme og stammer fra New Zealand.

## Beskrivelse
Barken er først lysegrøn og furet af nedløbende bladar. Senere bliver den lysebrun og stribet. Gamle grene og stammer får en rødbrun bark, som løsner sig i tykke strimler. Knopperne sidder spredt, og de er skjoldformede og lysebrune, men ses ikke meget, da de er skjult ved bladfoden. 
Bladene er bredt nåleformede med tydelig spids og én ribbe langs midten. Begge sider af nålene er græsgrønne og hårløse. Planterne er enkønnede, og hanlige individer bærer pollenkogler ved bladhjørnerne, mens de hunlige har frugtanlæg ligeledes i bladhjørnerne. Frugterne er nøddeagtige og ægformede, delvist omgivet af en bæragtig, rød skål.
Rodsystemet er højtliggende, men meget kraftigt.
Højde x bredde og årlig tilvækst: 0,50 x 2,00 m (5 x 25 cm/år). I hjemlandet findes dog helt træagtige eksemplarer, der når næsten 15 meters højde på gunstige voksesteder.

## Hjemsted
Arten har sit naturlige udbredelsesområde på Sydøen i New Zealand, hvor den findes i bjergene mellem den 37. og den 46. sydlige breddegrad. Klimaet er køligt med megen nedbør, både regn og sne. 
På de tørre, østvendte bjergskråninger i det centrale Otago, Sydøen, New Zealand, voksede arten i oprindelige skove sammen med bl.a. flere arter af Bjergte, flere arter af Coprosma (i Krap-familien), flere arter af Dracophyllum (i Lyng-familien), Duft-Hebe, Leucopogon colensoi (en art af Hvidskæg), Myrtetæppe, flere arter af Nothofagus (i Bøge-familien), Phyllocladus alpinus (en art i sin egen familie under Gran-ordenen), flere arter af Pimelea (i Dafne-familien), Pletter i luften, flere arter af Pseudopanax (i Vedbend-familien), Rosenmyrte, Rubus schmidelioides (en art af Brombær), Sophora microphylla og Træasters
| Portal | Portal:Botanik |

## Note
1. ↑  S. Walker, W.G. Lee og G.M. Rogers: The woody vegetation of Central Otago, New Zealand: its present and past distribution and  future restoration needs (engelsk)

## Ekstern henvisning
- Podocarpus på Curlie (som bygger videre på Open Directory Project)  (på engelsk)